# Chaetoleon tripunctatus
Chaetoleon tripunctatus är en insektsart som först beskrevs av Banks 1922.  Chaetoleon tripunctatus ingår i släktet Chaetoleon och familjen myrlejonsländor. Inga underarter finns listade i Catalogue of Life.